# Dänischer Fußballpokal 1992/93
Der Dänische Fußballpokal 1992/93 (unter Sponsorenschaft auch BG Bank Cup) war die 39. Austragung des dänischen Pokalwettbewerbs der Männer. Er wurde vom dänischen Fußballverband ausgetragen. Das Finale fand am Himmelfahrtstag (20. Mai 1993) wieder in Kopenhagen statt. Schauplatz war der Parken, der im letzten Jahr neu errichtet wurde. Pokalsieger wurde Odense BK, der sich im Finale gegen Aalborg BK durchsetzte.
Das Halbfinale wurde in Hin- und Rückspiel entschieden. In den anderen Runden wurden die Begegnungen in einem Spiel ausgetragen. Bei unentschiedenem Ausgang wurde zur Ermittlung des Siegers eine Verlängerung gespielt. Stand danach kein Sieger fest, folgte ein Elfmeterschießen.

## 1. Runde
Es nahmen 46 Mannschaften von der 3. Division abwärts und 2 Teams aus der 2. Division 1991/92 teil.
|                          | Ergebnis              |                     |
| ------------------------ | --------------------- | ------------------- |
| Asaa BK                  | 0:3 n. V.             | Kolding BK          |
| B 1901 Nykøbing          | 1:5                   | IK Viking Rønne     |
| Dalum IF                 | 3:0                   | Aarslev BK          |
| Dragør BK                | 4:1                   | Jægersborg BK       |
| Frederikssund IK         | 1:5                   | Ballerup IF         |
| Jyderup BK               | 2:2 n. V. (2:3 i. E.) | Humlebæk BK         |
| Kalundborg GB            | 2:5                   | Nakskov BK          |
| Kolding IF               | 4:1                   | Sønderborg BK       |
| BK Marienlyst            | 3:3 n. V. (4:1 i. E.) | Middelfart G&BK     |
| Nykøbing Mors IF         | 4:3                   | Frederikshavn fI    |
| Skive IK                 | 0:1                   | Hadsund BK          |
| IK Skovbakken            | 3:0                   | Aabenraa BK         |
| Skovshoved IF            | 4:0                   | Kløvermarkens fB    |
| Slagelse B&I             | 4:0                   | BK Frem Sakskøbing  |
| Solrød FC                | 4:1                   | BK Vestia           |
| Sundby BK                | 1:3                   | Rosenhøj BK         |
| Toksværd Olstrup Fodbold | 4:1                   | B 1908 Amager       |
| Tved BK                  | 4:4 n. V. (2:4 i. E.) | Spjald IF           |
| Tårup IF                 | 3:0                   | Albertslund BS 72   |
| Vordingborg IF           | 5:4 n. V.             | Hørsholm-Usserød IK |
| Vorup Frederiksberg BK   | 0:2                   | Varde IF            |
| Aabyhøj IF               | 4:3                   | Hjørring IF         |
| Aarhus Fremad            | 3:1                   | Vejen SF            |
| Aars IK                  | 4:0                   | Fjordager IF        |

## 2. Runde
Teilnehmer waren die 24 Sieger der ersten Runde und 16 Mannschaften der 2. Division 1991/92 West und Ost.
|                          | Ergebnis  |                  |
| ------------------------ | --------- | ---------------- |
| Dalum IF                 | 1:2 n. V. | Herning Fremad   |
| Greve IF                 | 1:5       | BK Avarta        |
| Hadsund BK               | 2:3 n. V. | Kolding BK       |
| Holstebro BK             | 1:3       | Randers SK Freja |
| Humlebæk BK              | 1:4       | Dragør BK        |
| Hvidovre IF              | 1:0       | B.93 Kopenhagen  |
| Kolding IF               | 2:0 n. V. | IK Aalborg Chang |
| BK Marienlyst            | 6:1       | Aars IK          |
| Nakskov BK               | 5:3 n. V. | Skovshoved IF    |
| Odense Kammeraternes SK  | 3:4 n. V. | FC Fredericia    |
| Ringsted IF              | 1:3       | AB Gladsaxe      |
| Rosenhøj BK              | 2:0       | Solrød FC        |
| Roskilde BK              | 4:0       | IK Viking Rønne  |
| IK Skovbakken            | 3:1       | Aabyhøj IF       |
| Slagelse B&I             | 0:2       | Ølstykke FC      |
| Toksværd Olstrup Fodbold | 3:7       | Ballerup IF      |
| Tårup IF                 | 0:2       | Svendborg fB     |
| Varde IF                 | 1:2       | Spjald IF        |
| Vordingborg IF           | 1:3       | Kastrup BK       |
| Aarhus Fremad            | 1:2       | Nykøbing Mors IF |

## 3. Runde
Teilnehmer: Die 20 Sieger der zweiten Runde, fünf Teams der 2. Division 1991/92, sowie sieben Vereine aus der 1. Division 1991/92.
|                  | Ergebnis              |                |
| ---------------- | --------------------- | -------------- |
| BK Avarta        | 2:2 n. V. (5:4 i. E.) | Ballerup IF    |
| Brønshøj BK      | 1:0                   | Vanløse IF     |
| Fremad Amager    | 1:2                   | Dragør BK      |
| Helsingør IF     | 2:4 n. V.             | AB Gladsaxe    |
| Herfølge BK      | 7:1                   | Nakskov BK     |
| Hvidovre IF      | 7:2                   | Hellerup IK    |
| Kolding IF       | 3:4 n. V.             | Esbjerg fB     |
| BK Marienlyst    | 4:3                   | FC Fredericia  |
| Nørresundby BK   | 0:2                   | Horsens fS     |
| Nørre Aaby IK    | 2:1                   | Svendborg fB   |
| Nykøbing Mors IF | 1:3                   | Herning Fremad |
| Randers SK Freja | 4:2                   | Kolding BK     |
| Roskilde BK      | 1:1 n. V. (3:4 i. E.) | Kastrup BK     |
| IK Skovbakken    | 1:3                   | B 1913 Odense  |
| Spjald IF        | 0:2                   | Ikast FS       |
| Ølstykke FC      | 5:0                   | Rosenhøj BK    |

## 4. Runde
Teilnehmer: Die 16 Sieger der dritten Runde, die zwei besten Teams in der Herbstserie der 1. Division 1991, sowie sechs Vereine der Superliga 1991/92.
|               | Ergebnis              |                  |
| ------------- | --------------------- | ---------------- |
| AB Gladsaxe   | 2:3                   | Brøndby IF       |
| B 1909 Odense | 3:1                   | Ikast FS         |
| B 1913 Odense | 4:3                   | Randers SK Freja |
| Dragør BK     | 1:2                   | Ølstykke FC      |
| Esbjerg fB    | 3:6 n. V.             | Næstved IF       |
| Herfølge BK   | 1:2                   | BK Avarta        |
| Hvidovre IF   | 4:3 n. V.             | Herning Fremad   |
| Kastrup BK    | 2:1                   | BK Marienlyst    |
| Odense BK     | 6:0                   | Horsens fS       |
| Vejle BK      | 5:0                   | Brønshøj BK      |
| Viborg FF     | 3:3 n. V. (3:2 i. E.) | Silkeborg IF     |
| Aalborg BK    | 5:0                   | Nørre Aaby IK    |

## 5. Runde
Teilnehmer: Die 12 Sieger der vierten Runde und die besten vier Vereine der Superliga 1991/92.
|               | Ergebnis              |                    |
| ------------- | --------------------- | ------------------ |
| Ølstykke FC   | 1:3                   | Næstved IF         |
| BK Avarta     | 1:3                   | B 1913 Odense      |
| B 1909 Odense | 1:2                   | BK Frem Kopenhagen |
| FC Kopenhagen | 2:0 n. V.             | Brøndby IF         |
| Hvidovre IF   | 0:0 n. V. (4:1 i. E.) | Aarhus GF          |
| Kastrup BK    | 3:4                   | Lyngby BK          |
| Odense BK     | 3:2 n. V.             | Vejle BK           |
| Viborg FF     | 1:3                   | Aalborg BK         |

## Viertelfinale
Teilnehmer: Die 8 Sieger der vierten Runde.
|               | Ergebnis  |                    |
| ------------- | --------- | ------------------ |
| B 1913 Odense | 0:2       | Aalborg BK         |
| Hvidovre IF   | 0:4       | FC Kopenhagen      |
| Lyngby BK     | 0:4       | Odense BK          |
| Næstved IF    | 1:3 n. V. | BK Frem Kopenhagen |

## Halbfinale
|                    | Gesamt |            | Hinspiel | Rückspiel |
| ------------------ | ------ | ---------- | -------- | --------- |
| FC Kopenhagen      | 2:3    | Odense BK  | 0:2      | 2:1       |
| BK Frem Kopenhagen | 2:3    | Aalborg BK | 1:2      | 1:1       |

## Finale
| Paarung        | Odense BK – Aalborg BK |
| Ergebnis       | 2:0 (1:0) |
| Datum          | 20. Mai 1993 |
| Stadion        | Parken, Kopenhagen |
| Zuschauer      | 9.023 |
| Schiedsrichter | Finn Lambek |
| Tore           | 1:0 Lars Elstrup (29., Elfmeter) 2:0 Leon Hansen (86.) |
| Odense BK      | Lars Høgh – Thomas Helveg, Michael Hemmingsen, Torben Sangild, Steen Nedergaard – Allan Nielsen, Lars Elstrup, Brian Steen Nielsen, Carsten Dethlefsen – Alphonse Tchami (80. Jess Thorup), Brian Skaarup (63. Leon Hansen) Cheftrainer: Kim Brink     |
| Aalborg BK     | Niels Christian Jørgensen – Torben Boye, Ib Simonsen, Søren Thorst, Jens Jessen (3. Emeka Ezeugo) – Calle Facies (55. Peter Rasmussen), Lars Thomsen, Henrik Rasmussen, Jan Pedersen – Erik Bo Andersen, Peter Møller Cheftrainer: Poul Erik Andreasen |
| Platzverweise  | Torben Sangild (60.) – keine |